# Yakasinek, Sultandağı
Yakasinek là một thị trấn thuộc huyện Sultandağı, tỉnh Afyonkarahisar, Thổ Nhĩ Kỳ. Dân số thời điểm năm 2011 là 1.606 người.